# David Miklavčič
David Miklavčič (* 29. Januar 1983 in Ljubljana) ist ein ehemaliger slowenischer Handballspieler. Der 1,96 m große rechte Rückraumspieler spielte zuletzt für den slowenischen Erstligisten RK Gorenje Velenje und stand zudem im Aufgebot der slowenischen Nationalmannschaft.

## Karriere

### Verein
David Miklavčič spielte zunächst in seiner Heimat für den RK Grosuplje und von 2004 bis 2010 für den RK Trimo Trebnje. Mit Trebnje nahm er am EHF-Pokal 2006/07 und 2009/10 sowie am Europapokal der Pokalsieger 2007/08 und 2008/09 teil. 2010 wechselte der Linkshänder zum Ligarivalen RK Gorenje Velenje, mit dem er 2012 und 2013 slowenischer Meister sowie 2011 und 2013 slowenischer Pokalsieger wurde. Mit Velenje nahm er in der Saison 2010/11 erstmals an der EHF Champions League teil. In der Spielzeit 2013/14 stand er beim belarussischen Meister HC Dinamo Minsk unter Vertrag. Als dieser in finanzielle Schwierigkeiten geraten war, durfte er wie alle anderen Spieler den Verein verlassen. Ab Sommer 2014 spielte er für den slowenischen Rekordmeister RK Celje Pivovarna Laško, mit dem er 2015 Meisterschaft und Pokal gewann. Anschließend wechselte er nach Frankreich zu Tremblay-en-France Handball. Die nächsten beiden Jahre verbrachte Miklavčič beim kroatischen Rekordmeister RK PPD Zagreb, mit dem er 2017 und 2018 das Double gewann und an der Champions League teilnahm. 2018 kehrte er nach Slowenien zurück und lief bis zu seinem Karriereende 2022 erneut für den RK Gorenje Velenje auf. Mit Velenje gewann er 2021 die Meisterschaft sowie 2019 und 2022 den Pokal. Anschließend übernahm er den Posten des Direktors bei Velenje.

### Nationalmannschaft
Mit der slowenischen Nationalmannschaft belegte Miklavčič bei den Olympischen Spielen 2016 in Rio de Janeiro den sechsten Platz. Bei der Weltmeisterschaft 2017 gewann er mit Slowenien die Bronzemedaille. Zudem stand er im Aufgebot für die Europameisterschaften 2012 und 2016.
Miklavčič bestritt 107 Länderspiele, in denen er 149 Tore erzielte.